# Pieter Zeeman
Pieter Zeeman (ur. 25 maja 1865 w Zonnemaire, zm. 9 października 1943 w Amsterdamie) – holenderski fizyk, współodkrywca zjawiska nazwanego jego imieniem (efekt Zeemana), za co w 1902 roku przyznano mu Nagrodę Nobla w dziedzinie fizyki (wspólnie z H.A. Lorentzem). Uczeń Hendrika Antoona Lorentza na Uniwersytecie w Lejdzie.
Badania wpływu pola magnetycznego na promieniowanie rozpoczął  w roku 1890, na polecenie swojego mentora. W roku 1896 doświadczalnie stwierdził występowanie dubletu sodowego w widmie sodu, badanym za pomocą spektrografu w warunkach, gdy płomień palnika emitującego promieniowanie był umieszczony między biegunami silnego magnesu trwałego. Zjawisko zostało wyjaśnione teoretycznie przez Lorentza.
Od roku 1900 był profesorem Uniwersytetu w Amsterdamie, od roku 1908 – dyrektorem Instytutu Fizyki tego uniwersytetu. Prowadził prace badawcze z zakresu optyki i fizyki atomowej.
Był członkiem Królewskiej Holenderskiej Akademii Sztuk i Nauk.